# میدوی، شهرستان تازول، ایلینوی
میدوی (به انگلیسی: Midway) یک منطقهٔ مسکونی در ایالات متحده آمریکا است که در شهرستان تیزول، ایلینوی واقع شده‌است. میدوی ۱۵۶٫۹۷ متر بالاتر از سطح دریا واقع شده‌است.